# Strychnos nicaraguensis
Strychnos nicaraguensis là một loài thực vật có hoa trong họ Mã tiền. Loài này được Huft miêu tả khoa học đầu tiên năm 1988.